# Roncaro
Roncaro ist eine norditalienische Gemeinde (comune) mit 1583 Einwohnern (Stand 31. Dezember 2023) in der Provinz Pavia in der Lombardei. Die Gemeinde liegt etwa 10,5 Kilometer ostnordöstlich von Pavia in der Pavese zwischen Olona und Lambro Meridionale.

## Geschichte
Als Runcure oder Runcore wurde der Ort im 12. Jahrhundert erstmals urkundlich erwähnt.